# Johann Deisenhofer
Johann Deisenhofer (n. 30 septembrie 1943, Zusamaltheim, Bavaria, Germania) este un biochimist german, laureat al Premiului Nobel pentru chimie (1988).